# دین مالنکو
دین مالنکو (انگلیسی: Dean Malenko؛ زادهٔ ۴ اوت ۱۹۶۰) کشتی‌گیر کشتی حرفه‌ای اهل ایالات متحده آمریکا است.